# El hereje (película)
El hereje es un drama de coproducción hispano-italiana estrenado en 1958, coescrito y dirigido por Francisco de Borja Moro y protagonizada por Folco Lulli. La película se rodó en diversas localidades gallegas, entre ellas Noya, Muros  y Noalla.
Está basada en un cuento homónimo escrito en 1956 por José María Sánchez-Silva.

Fue exhibida en la sección oficial del Festival Internacional de Cine de San Sebastián de 1958, aunque no obtuvo ningún premio.

## Sinopsis
Se inaugura una iglesia de nueva construcción en una isla del Atlántico. Sólo falta el Cristo crucificado, que, debido a su pesadez y a las inestables condiciones climáticas, nadie quiere encargarse de transportar. El sacristán decide encomendar la tarea a Taddeo, prometiéndole una recompensa adecuada. Este hombre, del que toda la población se mantiene alejada debido a su carácter arisco que le dio el sobrenombre de "el hereje", asume la responsabilidad y, ayudado por un joven llamado Macario, transporta el objeto en una barca. Durante el viaje se desata una tormenta. Para evitar hundirse, Taddeo ordena a Macario que arroje el crucifijo al agua pero este se niega. De repente, una ola vuelca la barca y Macario perece ahogado.
Taddeo, salvado de la tormenta gracias a que clava su puñal en la cruz y se ase a ella, regresa al pueblo sin haber terminado el trabajo, ya que abandonó al Cristo en la orilla de la playa. Todos lo juzgan culpable de la muerte por ahogamiento de Macario, excepto un anciano pescador que le confía un barco nuevo para que pueda retomar su trabajo. Este también decide darle más confianza nombrándolo padrino de un niño nacido en su casa. En la ceremonia, Taddeo, al ver el crucifijo, nota otra herida en el mismo lugar donde apuñaló el objeto sagrado perdido, y decide intentar recuperarlo para aliviar la obsesión que lo atenaza. Emprende una búsqueda que dura muchos días y finalmente encuentra el crucifijo flotando sobre las rocas cerca de los restos del viejo barco.
Habiendo subido el crucifijo en el nuevo barco, una vez que llega a la isla lo carga sobre sus hombros, llevándolo hasta el pueblo. Los habitantes, al pasar, abren las ventanas y, haciendo la señal de la cruz, se reúnen en procesión. Taddeo logra llegar a la iglesia donde coloca el crucifijo y sólo entonces se da cuenta de que ha abandonado en casa a su esposa gravemente enferma. Al regresar a casa, cuida a su mujer por un tiempo, y cuando un día ve una cadena con un crucifijo en el cuello de la mujer, regresa a la iglesia y se da cuenta de que ya no ve la herida en su costado en el gran crucifijo. Presa de temblores, se arrodilla y hace la señal de la cruz.

## Reparto
- Folco Lulli ... Taddeo
- José Guardiola
- Julio Riscal
- Manuel Guitián
- Rosario García Ortega
- Nora Samsó
- Jesús Puente
- Isana Medel
- Carlos Díaz de Mendoza
- Matilde Artero